# Fácánkert, Tolna
Fácánkert  este un sat în districtul Tolna, județul Tolna, Ungaria, având o populație de 692 de locuitori (2011). 

## Demografie
Componența etnică a satului Fácánkert
     Maghiari (95,9%)
     Romi (3%)
     Germani (1,1%)
Componența confesională a satului Fácánkert
     Fără religie (16,18%)
     Reformați (6,07%)
     Luterani (1,3%)
     Necunoscută (75,58%)
     Atei (0,87%)
     Alte religii (1,3%)
Conform recensământului din 2011, satul Fácánkert avea 692 de locuitori. Din punct de vedere etnic, majoritatea locuitorilor (95,9%) erau maghiari, existând și minorități de romi (3,0%) și germani (1,1%). Nu există o religie majoritară, locuitorii fiind persoane fără religie (16,18%), reformați (6,07%) și luterani (1,3%). Pentru 75,58% din locuitori nu este cunoscută apartenența confesională.